# Amt Süderbrarup
Het Amt Süderbrarup is een Amt in de Duitse deelstaat Sleeswijk-Holstein. Het Amt ligt in de streek Angeln in de Landkreis Schleswig-Flensburg. Het bestuur is gevestigd in Süderbrarup.

## Deelnemende gemeenten
1. Böel
2. Boren
3. Loit
4. Mohrkirch
5. Norderbrarup
6. Nottfeld
7. Rügge
8. Saustrup
9. Scheggerott
10. Steinfeld
11. Süderbrarup
12. Ulsnis
13. Wagersrott

Met ingang van 1 maart 2013 verloren de gemeenten Ekenis en Kiesby, die onderdeel uitmaakten van het Amt, hun zelfstandigheid en gingen op in de gemeente Boren.